# Grewia graniticola
Grewia graniticola là một loài thực vật có hoa trong họ Cẩm quỳ. Loài này được Halford mô tả khoa học đầu tiên năm 1993.